# Tamás Péli
Tamás Péli (Budapest, 1948-22 de noviembre de 1994, Budapest) pintor húngaro. Graduado en la  Academia Nacional de Arte de Ámsterdam. Sus obras son mundialmente famosas y están entre las obras maestras de arte. 
Como un ardiente patriota de su pueblo gitano, enseñó pintura a grupos de alumnos romaníes, y se convirtió en el padre espiritual de la posterior generación de artistas de origen romaní. 

## Exposiciones de grupo (selección)
- 1972– Galería Moderna, Colonia (Alemania)
- 1980– Fundación de Károlyi, Vence (Alpes Marítimos) (Francia)
- 1985– Conciergerie, París
- 1991– 35 años, Rátkai Klub, Rátkai Klub, Budapest
- 1991– Roma Képzőművészek, Rátkai Klub, Budapest
- 1994– A Magyarországi Nemzeti és Etnikai Kisebbségek Képzőművészeinek I. Országos Kiállítása, Német Művelődési Központ, Centro Cultural de Alemania

## Exposiciones personales (selección)
- 1970- Művészcentrum, Haarlem de Arce (Países Bajos)
- 1972- Banco Spaar van de Stad, Ámsterdam
- 1972- G Sfinx Ámsterdam
- 1976- Club Nido, Budapest
- 1978- Centro Cultural Chinoin, Budapest
- 1979- Museo Sándor Petőfi, Aszód
- 1981- Centro Cultural del Condado de Győr
- 1981- Centro de Artes del Condado de la galería, Nyíregyháza
- 1981- Rátkai Club, Budapest
- 1986- Club Nido , Budapest
- 1988- Giselle, Capilla, Veszprém
- 1990- Homenaje a Lajos Szalay, Rátkai Club, Budapest
- 1993- Exposición Urbana, Baja
- 1993- Universidad Eötvös Loránd, Universidad Pedagógica, Budapest
- 1993- Kossuth Club, Budapest
- 1994- Marienkirche, Berlín
- 1995- Centro de Congresos de Budapest, Budapest
- 1996- Club Kossuth, Budapest